# 河西街道 (铜仁市)
河西街道，是中华人民共和国贵州省铜仁市碧江区下辖的一个乡镇级行政单位。

## 行政区划
河西街道下辖以下地区：
新华社区、花果山社区、广场社区、文笔峰社区、鹭鸶岩社区、大江坪社区居委、新华村、双江村、茅溪村和新庄村。
2019年11月，行政区划调整。调整后，河西街道辖凉水井社区、花果山社区、广场社区、文笔峰社区、新华社区、双江社区。